# U-601
U-601 je bila nemška vojaška podmornica Kriegsmarine, ki je bila dejavna med drugo svetovno vojno.

## Zgodovina
Podmornica je bila potopljena z globinskimi bombami 25. februarja 1944 v Aktičnem oceanu med zračnim napadom britanskega letala Catalina; umrlo je vseh 51 članov posadke.

## Poveljniki
| Poveljniki |                 |                   |                                       |
| Št.        | Čin             | Ime               | Poveljstvo                            |
| 1.         | Kapitanporočnik | Peter-Ottmar Grau | 18. december 1941 - 28. november 1943 |
| 2.         | Nadporočnik     | Otto Hansen       | 29. november 1943 - 25. februar 1944  |

## Tehnični podatki
| Kategorije                                    | Podatki                       |
| --------------------------------------------- | ----------------------------- |
| Teža (t): na površju pod površjem polna Teža  | 769 871 1.070                 |
| Dolžina (m) - tlačni trup (m)                 | 67,10 - 50,50                 |
| Širina (m) - tlačni trup (m)                  | 6,20 - 4,70                   |
| Izpodriv (m)                                  | 4,74                          |
| Višina (m)                                    | 9,6                           |
| Moč (hp): na površju pod podvršjem            | 3.200 750                     |
| Hitrost (vozlov): na površju pod podvršjem    | 17,7 7,6                      |
| Doseg (milja/vozel): na površju pod podvršjem | 8.500/10 80/4                 |
| Torpeda/Torpedne cevi                         | 14/5 (4 na premcu, 1 na krmi) |
| Krovni top (mm)                               | 88                            |
| Mine                                          | 26 TMA                        |
| Posadka                                       | 44-52                         |
| Maksimalni potop (m)                          | 220                           |

## Potopljene ladje
| Datum             | Ime                           | Država          | Tonaža    | Usoda                |
| ----------------- | ----------------------------- | --------------- | --------- | -------------------- |
| 1. avgust 1942    | Krest’janin (tovorna ladja)   | Sovjetska zveza | 2.513 BRT | potopljena (torpedo) |
| 24. avgust 1942   | Kujbišev (tovorna ladja)      | Sovjetska zveza | 2.332 BRT | potopljena (torpedo) |
| 24. avgust 1942   | Medvezhonok (vlačilec)        | Sovjetska zveza | 50 BRT    | potopljena (top)     |
| 23. november 1942 | Kuznets Lesov (tovorna ladja) | Sovjetska zveza | 3.974 BRT | potopljena (torpedo) |